# Pratulin
Pratulin es un pueblo ubicado en la gmina Rokitno, distrito de Biała Podlaska, voivodato de Lublin, Polonia.

## Superficie
Cuenta con una superficie de 6,200 kilómetros cuadrados.

## Demografía
Hasta 2011 la población era de 67 habitantes, con una densidad de población de 10,81 habitantes por kilómetro cuadrado. Estaba conformada por 41 hombres (61,2%) y 26 mujeres (38,8%), según el censo de la Oficina Central de Estadística.